# آية حجازي
آية حجازي هي ناشطة اجتماعية ولدت لأم مصرية وأب لبناني وتحمل الجنسية الأمريكية. هي حاصلة على بكالوريوس تحليل وحل النزاعات من جامعة جورج ماسون، وليسانس حقوق من جامعة القاهرة.

## تأسيس الجمعية
إبان الربيع العربي وفي 2011 عادت إلى وطنها الأم لتأسس بلادي- جزيرة للإنسانية مع زوجها محمد حسنين. كان الهدف من بلادي أن تكون جزيرة مجازية يجتمع بها الناس من أطياف المجتمع نحو هدف سام - على حسب وصف المؤسِسة الجمعية - أحد تلك الأهداف كان مساعدة أطفال الشوارع، حيث يتم إنقاذهم من الشارع وفي ذات الوقت تنمية مهارات المتطوعين الذين يتعاملون معهم وإنقاذ المجتمع من مشروع مجرم وإمداد المجتمع بنموذج للإدارة الناجحة.

## الاعتقال والإفراج
في 1 مايو 2014 قامت الشرطة بمداهمة مؤسسة بلادي واعتقلت آية وزوجها محمد واثنين من أعضاء بلادي. وبعد ثلاثة أشهر قامت الشرطة بالقبض على ثلاثة آخرون، فتم حبس السبعة أعضاء لما يقارب الثلاث سنوات، بتهم تتضمن الاتجار بالبشر والخطف والاغتصاب - على حسب وصف النيابة العامة المصرية - وتقول النيابة المصرية إنها تحركت ضد الجمعية بعدما تلقت بلاغا من أحد الآباء يتهم فيها الجمعية باحتجاز ابنه وأطفال آخرين عنوة، وباستغلال ابنه في المظاهرات التي كانت تنطلق من قبل أنصار جماعة الإخوان المسلمين ضد الشرطة المصرية في ذلك الحين.
وقعت أكثر من 25 مؤسسة مصرية على دعوة لإطلاق سراحها. وفي الجلسة 71 للجمعية العامة للأمم المتحدة، دعت هيلاري كلينتون الرئيس المصري عبد الفتاح السيسي لإطلاق سراح آية. وفي 23 مارس 2013 قالت هيومان رايتس ووتش أن قرار المحكمة المصرية كان يؤجل. كان ممثلي السفارة الأمريكية عارفين بالقضية وزارو آية من حين لآخر في السجن. كتبت العائلة وأصدقاء آية للسيناتور الأمريكي تيم كين. في ديسمبر 2016، وكانت إدارة الرئيس الأمريكي السابق، باراك اوباما، قد طالبت السلطات المصرية بالإفراج عن آية حجازي، وصدر بيان عن البيت الأبيض، في سبتمبر 2016، طالب بإسقاط جميع التهم المنسوبة لها وإطلاق سراحها.
في أبريل 2017، قضت محكمة جنايات القاهرة ببراءة 8 متهمين في قضية «جمعية بلادي» من تهم الاتجار في البشر واختطاف أطفال وهتك أعراضهم وإجبارهم على الاشتراك في تظاهرات وتم إطلاق آية وزوجها وأربعة آخرون عاملون في الإغاثة وطاروا إلى الولايات المتحدة في 20 أبريل 2017. بعد يومين من خروجها جاءت دينا باول لاصطحاب آية وزوجها في طائرة خاصة للولايات المتحدة، حيث قابلها الرئيس الأمريكي دونالد ترامب في البيت الأبيض وتحدث معها عن إطلاق سراحها.
 وابنته إيفانكا وزوجها جاريد كوشنر في البيت الأبيض احتفالا بخروجها. يذكر أن آية رفضت التنازل عن جنسيتها المصرية بالرغم من تقدَّم الدعوى بحقها، أمام محكمة القضاء الإداري بالقاهرة، وطُلِب فيها بإسقاط الجنسية المصرية عن آية، واتهمها بأنها لا تستحق حمل الجنسية المصرية لأسباب قانونية وأدلة تؤكد أنها تهدد الأمن القومي المصري.
بعد خروجها قالت أنها: «مازلت تؤمن آية برسالة بلادي وبأن الآحلام دائما ممكنة. هي تعمل الآن على توسعة بلادي لتنقذ أحلام الأطفال الأكثر احتياجاً. مشروعها الرئيسي الآن هو العمل على إخراج الأطفال المسجونين على ذمة تهم سياسية. وتخطط لتأسيس جزر للإنسانية في الشرق الأوسط وأماكن النزاعات في العالم».